# NGC 891

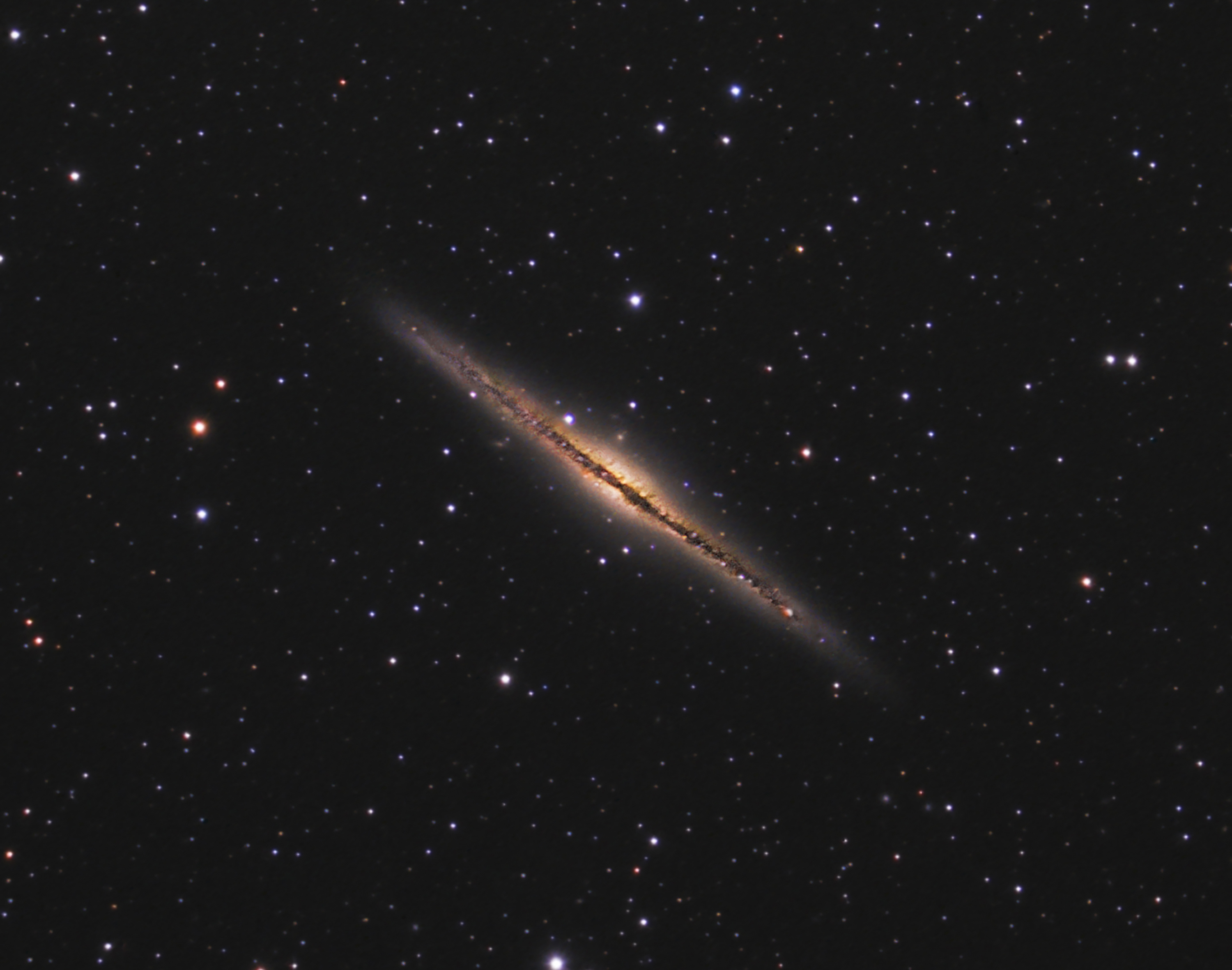
Hình ảnh NGC 891 được chụp bằng công cụ nghiệp dư

NGC 891 (hay còn được biết với các tên khác là Caldwell 23 hoặc Silver Sliver Galaxy (tạm dịch là Thiên hà mảnh bạc)) là tên của một thiên hà xoắn ốc có cạnh nhưng lại không có thanh chắn nằm trong chòm sao Tiên Nữ. Khoảng cách của nó với Trái Đất là 30 triệu năm ánh sáng. Vào ngày 6 tháng 10 năm 1784, nhà thiên văn học người Anh gốc Đức William Herschel phát hiện. Thiên hà này nằm trong nhóm thiên hà NGC 1023 thuộc siêu đám Xữ Nữ. Nó có một hạt nhân loại H II.
Với một kính thiên văn với kích thước trung bình thì ta có thể nhìn thấy nó giống như một đốm sáng thon dài. Năm 1999, kính viễn vọng không gian Hubble đã chụp được hình ảnh hồng ngoại của NGC 891.
Có một siêu tân tinh tên là SN 1986J được quan sát vào ngày 21 tháng 8 năm 1986 với cấp sao biểu kiến là 14. Từ góc nhìn của chúng ta, NGC 891 giống như Ngân Hà và cả hai thiên hà này đều có cùng độ sáng và kích thước. Các nghiên cứu về động lực học của Hydro phân tử đã chứng minh cho sự tồn tại của thanh chắn trung tâm.
Thiên hà này nằm trong một nhóm thiên hà nhỏ tên là nhóm NGC 1023. Các thiên hà trong nhóm này là các NGC 925, 949, 959, 1003, 1023, 1058 và các UGC là 1807, 1865 (DDO 19), 2014 (DDO 22), 2023 (DDO 25), 2034 (DDO 24), 2259.

## Khác
Bản nhạc nền của bộ phim Dark Star năm 1974 của John Carpenter có một bản nhạc cụ theo phong cách muzak tên là When Twilight Falls On NGC 891.

## Dữ liệu hiện tại
Theo như quan sát, đây là thiên hà nằm trong chòm sao Tiên Nữ và dưới đây là một số dữ liệu khác:
Xích kinh 02h 22m 33.4s
Độ nghiêng +42° 20′ 57″
Giá trị dịch chuyển đỏ 528 ± 4 km/s
Cấp sao biểu kiến 10.8
Kích thước biểu kiến 13′.5 × 2′.5
Loại thiên hà SA(s)b?